# Vlad Alexandrescu
Vlad Alexandrescu (né le 22 juin 1965 à Bucarest) est un historien intellectuel roumain, spécialiste notamment du XVIIe siècle. Il est cofondateur du Journal of Early Modern Studies.

## Biographie

### Formation
Né dans une famille d'historiens, fils de l'archéologue Petre Alexandrescu et de Maria Alexandrescu Vianu, historienne de l'art antique, après une maîtrise de lettres modernes à l'université de Bucarest (1989), il a suivi des études approfondies à École des hautes études en sciences sociales, Paris, dont il a obtenu le DEA (1991) et le doctorat en philosophie (1995).

### Activité
Enseignant dès 1991 au département d'études françaises de l'université de Bucarest, il a fondé, en 2001, le centre de recherches Fondements de la modernité européenne, dont il est le directeur, comme un projet interdisciplinaire visant à créer et nourrir une ambiance intellectuelle pour l'étude de la culture, des idées, de la science, de la société et de la spiritualité européennes de la modernité (XVIe et XVIIIe siècles).
De mars 2006 à août 2011, il est l'ambassadeur de Roumanie au Luxembourg.

## Publications

### Volumes
- Le paradoxe chez Blaise Pascal, Berne, Peter Lang, 1996,  (ISBN 978-390675472-7);
- Pragmatique et théorie de l'énonciation : choix de textes, Éditions de l'Université de Bucarest, 2001,  (ISBN 9735755238) ;
- Vlad Alexandrescu (éd.), Branching Off: The Early Moderns in Quest for the Unity of Knowledge, Bucarest, Zeta Books, 2009,   (ISBN 978-973-1997-42-1);
- Croisées de la modernité : hypostases de l’esprit et de l’individu au XVIIe siècle, Bucarest, Zeta Books,  (ISBN 978-606-8266-20-6).

### Volumes co-édités
- Vlad Alexandrescu, Dana Jalobeanu (éd.), Esprits modernes : études sur les modèles de pensée alternatifs aux XVIIe-XVIIIe siècles, Éditions de l'Université de Bucarest, „Vasile Goldiș" University Press, Bucarest, Arad, 2003,  (ISBN 9735757915).
- Vlad Alexandrescu, Robert Theis (éd.), Nature et surnaturel : philosophies de la nature et métaphysique aux XVIe-XVIIIe siècles, Georg Olms Verlag, Hildesheim, Zürich, New York, 2010,  (ISBN 9783487143842).

### Activités éditoriales
- ARCHES. Revue Internationale des Sciences Humaines, tome 5, 2003, Modèles concurrents de l’individu dans la pensée moderne (articles réunis et édités),  (ISSN 1582-8891);
- ARCHES. Revue Internationale des Sciences Humaines, tome 7, 2004, Sauver les miracles. Études sur la pensée de l’exception (articles réunis et édités),  (ISSN 1582-8891).
- Tudor Vianu, Opere, vol 14, Corespondență, (édition et notes), Bucarest, Éditions Minerva, 1991,  (ISBN 9732101563);
- Scrisori către Tudor Vianu, vol. I (édition de Maria Alexandrescu Vianu et Vlad Alexandrescu, notes de Vlad Alexandrescu), Bucarest, Éditions Minerva, 1992,  (ISBN 9732102365);
- Scrisori către Tudor Vianu, vol. II, (édition de Maria Alexandrescu Vianu et Vlad Alexandrescu, notes de Vlad Alexandrescu), 1936-1949, Bucarest, Éditions Minerva, 1992,  (ISBN 9732103795);
- Scrisori către Tudor Vianu, vol. III (édition de Maria Alexandrescu Vianu et Vlad Alexandrescu), 1950-1964, Bucarest, Éditions Minerva, 1995,  (ISBN 9732105534);
- Tudor Vianu, Filosofia culturii și Teoria valorilor, Bucarest, Editura Nemira, coll. „Cărți fundamentale ale culturii române”, 1998, (ISBN 973-569-276-4) édité erroné;
- Tudor Vianu, Studii de literatură română, Bucarest, Éditions de la Fondation Pro, 2003,  (ISBN 9738434068).
- André Scrima, „La Phénoménologie du miracle”, édition du texte, notes et version française par Vlad Alexandrescu, in « Res », autumn 2003, Harvard University, Cambridge, Mass., p. 159-170.
- Daniela Pălășan, L’ennui chez Pascal et l’acédie, édition et préface par Vlad Alexandrescu, postface par Anca Vasiliu, Cluj, Eikon, 2005,  (ISBN 978-973783342-6);
- André Scrima, Antropologia apofatică, édition, introduction et notes de Vlad Alexandrescu, Bucarest, Humanitas, 2005,  (ISBN 973-50-1131-X);
- André Scrima, Ortodoxia și încercarea comunismului, édition, introduction et notes de Vlad Alexandrescu, Bucarest, Humanitas, 2008,  (ISBN 978-973-50-1815-3);
- Dimitrie Cantemir, L'immagine irrafigurabile della Scienza Sacro-Santa, a cura di Vlad Alexandrescu, traduzione di Igor Agostini e Vlad Alexandrescu, introduzione e note di Vlad Alexandrescu, edizione critica del testo latino di Dan Slușanschi e Liviu Stroia, Milan, Mondadori Education, 2012,  (ISBN 9788800743938);
- Journal of Early Modern Studies, Volume 1, Issue 1 (Fall 2012), Special Issue: Shaping the Republic of Letters: Communication, Correspondence and Networks in Early Modern Europe, ISSN 2285-6382,  (ISBN 978-606-8266-35-0).

## Distinctions et prix
- Grand-croix de l'ordre de la Couronne de chêne, Luxembourg, 2011
- Prix Pierre-Georges-Castex de littérature française de l'Académie des sciences morales et politiques, Paris, 2013
- Prix Nicolae Bălcescu de l'Académie roumaine, Bucarest, 2014